# Dryanovo Heights
Die Dryanovo Heights (englisch; bulgarisch Дряновски възвишения Drjanowski waswischenja) sind ein über 500 m hoher und vereister Höhenzug im Nordwesten von Greenwich Island im Archipel der Südlichen Shetlandinseln. Er ist in nordwestlich-südöstlicher Ausrichtung 10 km lang und 7 km breit. Zu ihm gehören Mount Plymouth im Osten, die Crutch Peaks im Nordwesten, der Lloyd Hill im Südwesten und der Malamir Knoll im Südosten.
Die bulgarische Kommission für Antarktische Geographische Namen benannte ihn 2005 nach der Stadt Drjanowo im Zentrum Bulgariens.